# مبارزه اژدها (فیلم ۱۹۸۹)
مبارزهٔ اژدها (به انگلیسی: Dragon Fight) فیلمی سینمایی در ژانر اکشن محصول سال ۱۹۸۹ هنگ کنگ به کارگردانی بیلی تانگ با فیلمنامه‌ای که توسط جیمز یوئن نوشته شده‌است.

## بازیگران فیلم
- جت لی به عنوان جیمی لی Kwok-lap
- نینا لی چی به عنوان پنی
- استفان چو به عنوان اندی یو
- دیک وای به عنوان ببر وونگ وای
- رابرت اوریش به عنوان پلیس فرودگاه
- اسکات کوکر به عنوان محافظ بزرگ رئیس
- کن پریز به عنوان گانگستر بیگ بوش
- مایک کیم به عنوان قاتل ویتنامی
- دارن پنگ به عنوان قاتل ویتنامی
- بری وونگ به عنوان دارنده دارو
- استیون هو به عنوان گانگستر بیگ باس
- Ernie Reyes, Sr. به عنوان قاتل Big Boss
- جورج چانگ به عنوان قاتل Big Boss